# Die Gitarre und das Meer (EP, 1959)
Die Gitarre und das Meer ist das achte Extended-Play-Album des österreichischen Schlagersängers Freddy Quinn, das im Juli 1959 im Musiklabel Polydor (Nummer 20 482 EPH) erschien. Nicht zu verwechseln ist dieses Extended-Play-Album mit dem Extended-Play-Album Die Gitarre und das Meer, das 1960 als Sonderausgabe für die Mitglieder des Bertelsmann Schallplattenrings erschien.

## Plattencover
Auf dem Plattencover ist Freddy Quinn in Großaufnahme und im Hintergrund ein großes Schiff zu sehen.

## Musik
Die Gitarre und das Meer, ein Beguine, und Du brauchst doch immer wieder einen Freund, ein Foxtrott sowie Die Nacht vergeht so schnell, ein Rock, wurden von Aldo von Pinelli und Lotar Olias geschrieben. La Paloma Cha-Cha-Cha ist eine Adaption des Lieds La Paloma von Sebastián de Yradier.
Die Gitarre und das Meer / Du brauchst doch immer wieder einen Freund wurde 1959 als Single veröffentlicht, Die Gitarre und das Meer war in Deutschland einer von Quinns sechs Millionensellern. Dieses Lied kam in Belgien auf Platz zwei und in den Niederlanden auf Platz fünf der Charts.
Die vier Lieder sind Originalaufnahmen aus dem Film Freddy, die Gitarre und das Meer mit Freddy Quinn in der Hauptrolle.

## Titelliste
Das Album beinhaltet folgende vier Titel:
- Seite 1

1. Die Gitarre und das Meer
2. Du brauchst doch immer wieder einen Freund

- Seite 2

1. Die Nacht vergeht so schnell
2. La Paloma Cha-Cha-Cha

## Weitere Veröffentlichungen
Unter dem Titel La Guitarra Y El Mar und den spanischen Liedtiteln La Guitarra Y El Mar (Die Gitarre und das Meer), Siempre Necesitas Un Amigo (Du brauchst doch immer wieder einen Freund), La Noche Pasa Volando (Die Nacht vergeht so schnell) und La Paloma Cha-Cha-Cha wurde das Extended-Play-Album 1959 in Spanien veröffentlicht. Die Produktion wurde von Hispavox, die Herstellung von S.E.L.E.Z. und der Druck von ALG-Madrid durchgeführt.